# Offensive d'Ielnia
Front de l'Est de la Seconde Guerre mondiale
Batailles
Phase 1
- Brest-Litovsk
- Białystok–Minsk
- Pays baltes
- Raseiniai
- Brody
- Bessarabie et Bucovine du Nord
- Moguilev

Phase 2
- Smolensk
  - Roslavl-Novozybkov (en)
- Avance sur Léningrad

Phase 3
- Ouman
- Odessa
- 1re Kiev
- Tallinn
- Petrikovka (en)
- Ielnia
- Léningrad
- Mer d'Azov (en)

Phase 4
- 1re Kharkov
- Beowulf
- Donbass-Rostov (en)
- Briansk (en)
- 1re Crimée
  - Sébastopol
- Tikhvine
- 1re Rostov
- Gorki
- Moscou

L'offensive d'Ielnia est une opération militaire menée du 30 août au 8 septembre 1941 par l'armée soviétique pendant la bataille de Smolensk lors de l'opération Barbarossa, l'invasion allemande de l'Union soviétique, qui déclencha la guerre germano-soviétique.
L'offensive implique une attaque contre le saillant semi-circulaire de Ielnia, une avancée de 50 km menée par la 4e armée allemande au sud-est de Smolensk, formant une zone de transit pour une offensive vers Viazma et éventuellement Moscou. Sous une forte pression sur ses flancs, l'armée allemande (Heer) évacue le saillant le 8 septembre 1941, laissant derrière elle une région dévastée et dépeuplée. L'opération est le premier revers subi par la Heer depuis le début de l'opération Barbarossa et première reconquête du territoire soviétique par l'Armée rouge. Elle fut couverte par la propagande nazie et soviétique et servit à remonter le moral de la population en URSS.

## Contexte
La ville de Ielnia est située 82 km au sud-est de Smolensk et situé à proximité de hauteurs jugées stratégiques par le général Heinz Guderian, commandant de la 2e armée blindée, comme tremplin pour de nouvelles opérations offensives vers Moscou. Le 2e armée blindée prend les hauteurs le 19 juillet 1941, mais manque de carburant et de munitions. Les flancs étendus de la tête de pont sont soumis à de fréquentes contre-attaques de l'Armée rouge tandis que le groupe d'armées Centre interrompt ses opérations fin juillet pour se reposer et se rééquiper.
Le 1er août, la Stavka approuve la formation du front de Réserve, dirigé par le maréchal Gueorgui Joukov, avec plusieurs nouvelles armées sous son commandement. Ces formations sont généralement mal entraînées et manquent de chars et de pièces d'artillerie. Deux des nouvelles armées – la 24e sous le commandement du major général Konstantine Rakoutine et la 43e sous le commandement du lieutenant-général Pavel Kourotchkine – doivent soutenir le front de l'Ouest  sous le commandement de Semion Timochenko. Les deux formations doivent détruire les forces allemandes à Ielnia et avancer à travers la rivière Desna pour reprendre Roslavl, prise par la 2e armée blindée allemande début août.
Les forces allemandes initialement situées dans le saillant sont, entre autres, la 10e Panzerdivision, la division SS Das Reich et la 268e division d'infanterie. Ces divisions sont remplacées par les 137e, 78e et 292e divisions d'infanterie, soit environ 70 000 hommes au total avec quelque 500 pièces d'artillerie et 40 StuG III du 202e bataillon de canons d'assaut, les trois derniers faisant partie du XXe corps armée allemand. La base nord du saillant est défendue par la 15e division d'infanterie, tandis que la base sud est défendue par la 7e division d'infanterie.

## L'affrontement
La première phase de l'opération débute à la fin de la première semaine d'août ; l'attaque initiale est un échec et est annulée dans les 48 heures. Néanmoins, les opérations offensives soviétiques se poursuivent jusqu'au 20 août, puis reprennent le 30 août, de concert avec les opérations du front occidental et du front de Briansk sous le commandement du général Andreï Ieremenko.
Le but de l'offensive du 30 août est d'attaquer les bases du saillant, la 102e division de chars et la 303e division de fusiliers formant le front extérieur de l'encerclement, tandis que les 107e et 100e divisions de fusiliers de la tenaille nord et la 106e division motorisée de la tenaille sud forment le front intérieur de l'encerclement. La 303e division de fusiliers soutient la 106e dans le sud. La 19e division de fusiliers et la 309e division de fusiliers contiennent le saillant dans le secteur central (est) de l'offensive. La 103e division motorisée et la 120e division de fusiliers sont déployées sur les côtés nord et sud du saillant dans des positions de campagne fortifiées pour couper les voies de fuite des divisions allemandes. La 24e armée ne dispose que de 20 avions pour la reconnaissance et la correction des tirs d'artillerie pour l'opération, sans chasseur ni appui de frappe.
Le 3 septembre, sous la menace d'un encerclement, les forces allemandes commencent à se retirer du saillant tout en maintenant une résistance sur les flancs. Après une semaine de combats acharnés, Hitler autorise le commandant du groupe d'armées Centre, Fedor von Bock, à évacuer la tête de pont de Ielnya ; le 6 septembre, la ville est reprise par l'Armée rouge. L'offensive soviétique se poursuit jusqu'au 8 septembre, date à laquelle elle est stoppée au niveau de la nouvelle ligne de défense allemande. Les sources soviétiques revendiquent la destruction totale des forces allemandes dans le saillant, alors que la plupart d'entre elles sont parvenues à se replier. Néanmoins, les combats d'août et de septembre ont provoqué 23 000 pertes parmi le XXe corps d'armée ; la 4e armée, grandement impactée, sera dans l'impossibilité de se reconstituer pour le reste de l'année.

## Conséquences

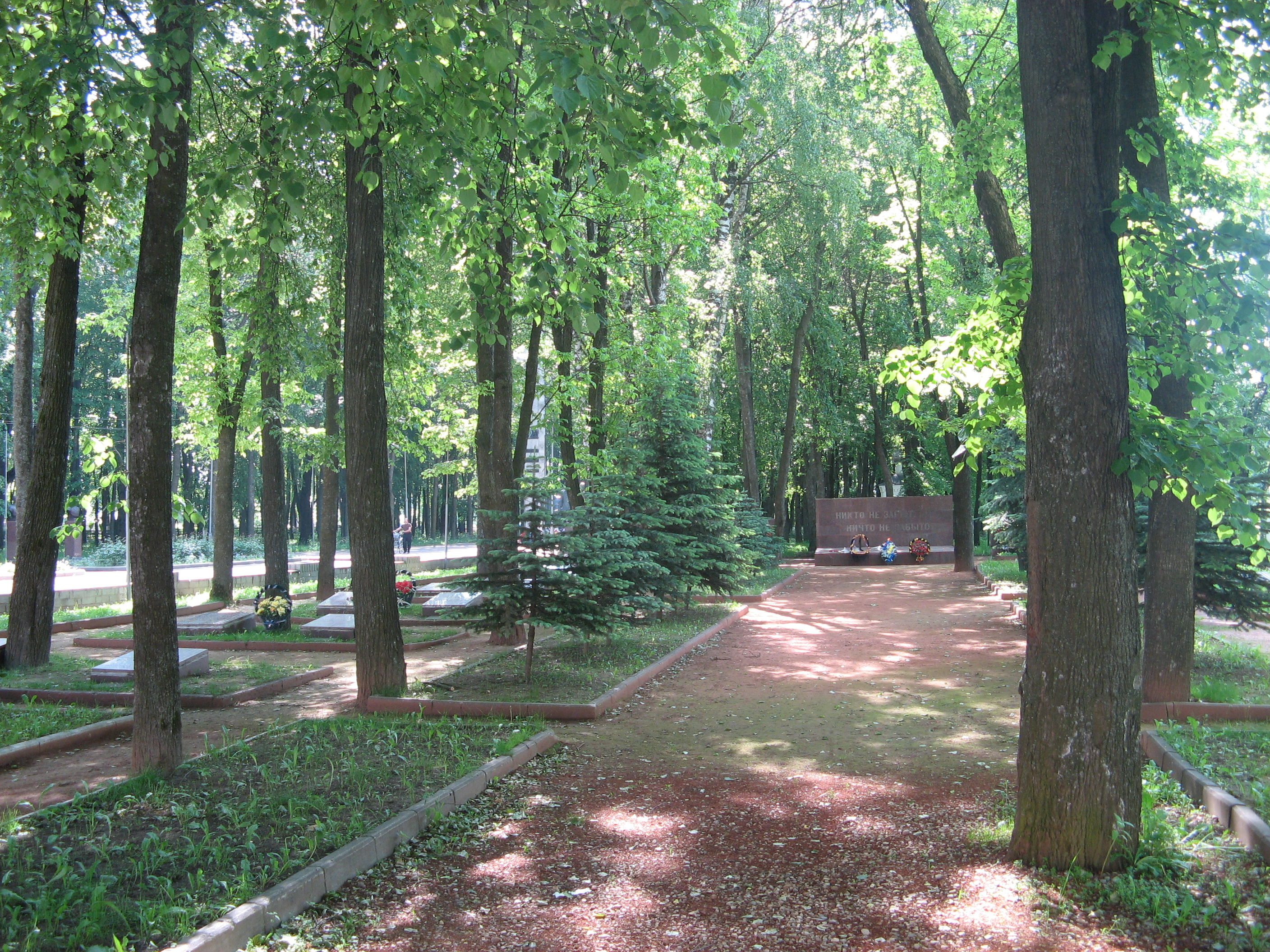
Fosse commune des soldats de l'Armée rouge enterrés à Ielnia.

Le correspondant de guerre britannique Alexander Werth décrit sa visite dans la région de Ielnia à la suite de sa reconquête dans son livre de 1964 La Russie en guerre 1941-1945 . La ville de 15 000 habitants avait été complètement détruite et la quasi-totalité des hommes et femmes valides regroupés en bataillons pour les travaux forcés avant leurs déportations vers l'arrière allemand. Seules quelques centaines de personnes âgées et d’enfants séjournaient encore en ville. La nuit précédente du retrait de la Wehrmacht de la ville, les habitants sont enfermés dans l'église et observent des soldats allemands piller les maisons avant d'y mettre systématiquement le feu. Ils seront libérés par l’avancée de l’Armée rouge. Werth décrit la campagne du « saillant de Ielnia » (territoire détenu par la Wehrmacht) comme « complètement dévastée », « toutes les localités détruites, les quelques civils survivants vivant dans des caves ».
Les pertes de la Wehrmacht comprennent 23 000 victimes du XXe corps d'armée pour la période du 8 août au 8 septembre. Les pertes de l’Armée rouge pour la période du 30 août au 8 septembre sont estimées à 31 853 victimes au total. Selon l'historien David Glantz, même si l'offensive a réussi à atteindre son objectif stratégique, l'opération a coûté à la 24e armée près de 40 % de sa force opérationnelle. Ceci, combiné à d'autres offensives ratées de l'Armée rouge dans la région de Smolensk, émoussa temporairement la poussée allemande mais affaiblit sérieusement les formations de l'Armée rouge défendant les approches de Moscou. Dans une conférence au Centre du patrimoine et de l'éducation de l'armée américaine, Glantz affirme qu'à l'approche de la bataille de Moscou, les importants progrès de la Wehrmacht résultent des nombreuses pertes subies par la Stavka lors de contre-offensives infructueuses à l'est de Smolensk. Dans le même temps, dans l'édition 2015 de When Titans Clashed: How the Red Army Stopped Hitler (co-écrit par Glantz et Jonathan House (en)), les auteurs affirment que si « les pertes du front de l'Ouest ont miné sa capacité à contenir une future offensive allemande ( ...), les dégâts causés aux groupes d'armées de Bock [ont contribué à l'effondrement ultérieur] de l'Allemagne aux portes de Moscou ».

## Dans la propagande allemande et soviétique
L'offensive de Ielnia fut le premier revers substantiel subi par la Wehrmacht pendant l'opération Barbarossa. La propagande nazie présente la retraite comme une opération planifiée ; en septembre 1941, un fantassin allemand écrit:
Officiellement, il s'agit d'un « retrait planifié » (...). Mais pour moi, c'est une énorme connerie. Le lendemain, nous avons entendu à la radio, dans les « nouvelles du front » [la Wehrmachtbericht], la « rectification réussie du front » de nos lignes défensives de Ielnia et les énormes pertes que nous avons infligées à l'ennemi. Mais aucun mot sur la retraite, le désespoir de la situation, l'engourdissement mental et émotionnel des soldats allemands. Bref, l'opération est encore un « succès ». Mais nous, en première ligne, reculions comme des lapins devant le renard. Cette métamorphose de la vérité passant de « c'est de la merde » à « c'est une victoire » m'a dérouté, ainsi que ceux de mes camarades ayant osé réfléchir.
De son côté, la propagande soviétique salue l’offensive comme un succès majeur et désire attirer l’attention du monde entier sur celui-ci. Ainsi, la bataille de Ielnia est la première fois où des correspondants étrangers en Union soviétique sont autorisés à se rendre sur le front. Sept d'entre eux sur huit visitent la région entre le 15 et le 22 septembre 1941. Selon les mots de Werth, la bataille est développée dans la presse soviétique « hors de toute proportion avec son importance réelle ou ultime ». Il souligne néanmoins l'impact de l'opération sur le moral soviétique, notant (souligné dans l'original):
Ce n'est pas seulement, pour ainsi dire, la première victoire de l'Armée rouge sur les Allemands ; c'est aussi le premier morceau de territoire reconquis — environ 260 à 390 km2 seulement — dans toute l'Europe sous domination nazie. Il est étrange de penser qu’en 1941 même cela est considéré comme un exploit.

## Promotion d'unités soviétiques
L'offensive de Ielnia est associée à la création des unités d'élite de la Garde dans l'Armée rouge lorsque la 100e division de fusiliers (ru) et la 127e division de fusiliers ont été rebaptisées 1re division de fusiliers de la Garde (ru) et 2e division de fusiliers de la Garde. Le 26 septembre 1941, la 107e division de fusiliers et la 120e division de fusiliers sont également rebaptisées 5e division de fusiliers de la Garde (en) et 6e division de fusiliers de la Garde (en).